# شورت برمودا
شورت برمودا معروف كذلك بالشورت الماشي أو المتنقل أو الشورت الرسمي وهو نوع معيّن من البناطيل القصيرة، يُلبس الآن كثوب نصف رسمي من قبل الرجال والنساء. الحاشية يمكن أن تكون مكبّلة أَو غير مكبّلة، حوالي بوصة واحدة فوق الركبة.
يسمّى بهذا الاسم بسبب شعبيته في برمودا أرض ما وراء البحار البريطانية، حيث يعتبر ثوب عمل ملائم للرجال ويعتبر شبه بدلة بالجوارب الواصلة حدّ الركبةِ , قميص رسمي، ربطة، وسترة. بالإضافة، العديد من الأعمال التجارية في الغرب التي تتطلب هذه النوعية من الملابس التي تتأقلم مع الظروف الجوية تراهم يسمحون بارتداء مثل هذه البدلات. البدلات متوفرة بتشكيلة من الألوان، بضمن ذلك العديد من الألوان ذات الظلال الباستلية بالإضافة إلى الظلال الأغمق.
نشأ شورت برمودا بالجيش البريطاني لارتدائه في المناخات الاستوائية ومناخ الصحراء و ما زال يُلبس في البحرية الملكية. يُعتَقد بأنّ الأسلوب المكُيّفَ لملابس العمل في برمودا، يَحاكي القوات العسكرية البريطانية التي تركّزت هناك في أوائل القرن العشرين.

## حظره في العراق
في 2 آب 2019 شنّت شرطة محافظة الأنبار حملة على مرتدي سروال البرمودة في الأماكن العامة، استجابة من الشرطة لشيوخ العشائر الذين استنكروا هذا النوع من السروايل، فشرعت شرطة الأنبار في القبض على من يلبس هذا السروال وحلق رؤوسهم، وكان المسوغ القانوني لهذا العمل أنه مخالف للعادات والتقاليد، قوبلت هذه الحملة بسخرية من مستخدمي التواصل الاجتماعي، ثم ما لبثت الحملة أن توقفت في 4 آب 2019، بالاكتفاء بتوجيه لابسي البرمودة إلى ارتداء الزي المناسب

## وصلات خارجية
- شورت برمودا